# ジョン・ロバーツ (第4代ラドナー伯爵)

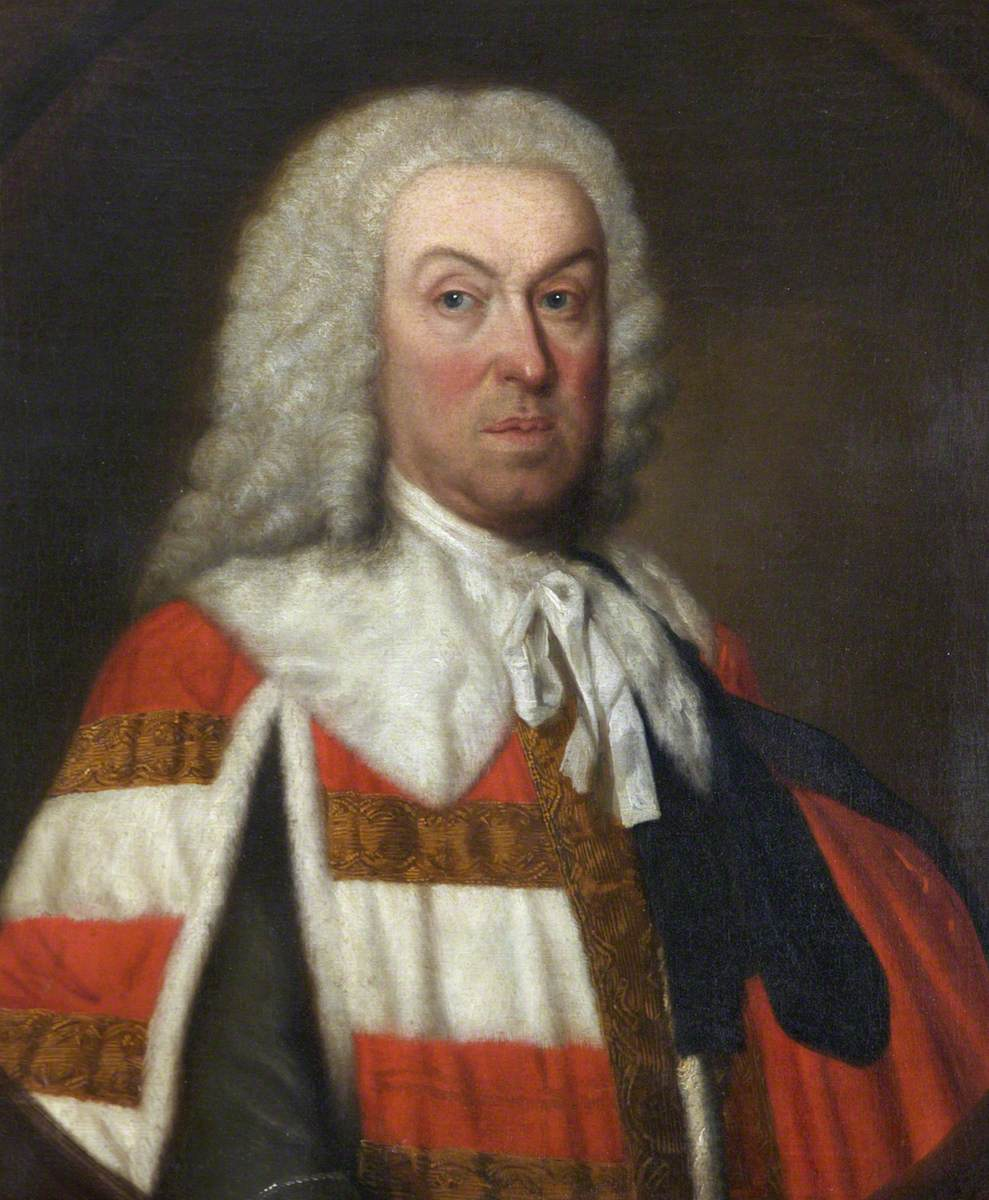
1741年ごろの肖像画。

第4代ラドナー伯爵ジョン・ロバーツ（英語: John Robartes, 4th Earl of Radnor FRS、1686年 – 1757年7月15日）は、イングランド貴族。ゴシック・リヴァイヴァル建築の先駆とされるホレス・ウォルポールのストロベリー・ヒル・ハウスより先にラドナー・ハウスをゴシック様式に改築したことで知られる。このことを知ったウォルポールは立腹して、ラドナー・ハウスへの皮肉を述べたという。

## 生涯
フランシス・ロバーツ閣下（1650年1月6日洗礼 – 1718年2月3日、初代ラドナー伯爵ジョン・ロバーツの六男）と2人目の妻アン（Anne、旧姓ボスコーエン（Boscawen）、1715年没、第17代キルデア伯爵ウェントワース・フィッツジェラルドの娘、ウィリアム・ボスコーエンの未亡人）の息子として、1686年にロンドンで生まれた。イートン・カレッジで教育を受けた後、1706年にケンブリッジ大学クライスツ・カレッジに入学、1711年まで在学した。
1732年3月16日、王立協会フェローに選出された。
1741年2月1日に初代ラドナー伯爵の孫にあたる第3代ラドナー伯爵ヘンリー・ロバーツが死去すると、ラドナー伯爵位を継承した。
1754年から1756年まで王室機密費から800ポンドの年金を受け取っており、合計で2000ポンド受け取った。
1757年7月15日に生涯未婚のまま死去、23日にトゥイッケナムで埋葬された。後継者がおらず、爵位はすべて廃絶した。遺言状に基づき、ラドナー伯爵が所有した絵画の一部が友人に贈られ、それ以外の絵画やラドナー・ハウスは家令フレデリック・アザートン・ヒンドリー（Frederick Atherton Hindley、1710年ごろ – 1781年）が継承した。しかし、ヒンドリーは1779年に破産宣告を受け、ラドナー・ハウスの所有者はその後の数年間頻繁に代わり、最終的には1785年に初代準男爵サー・フランシス・バセットが購入した。

## 人物
1722年にトゥイッケナムで邸宅ラドナー・ハウスを借り、以降トゥイッケナムで余生を過ごした。1745年ごろにラドナー・ハウスをゴシック風に改築したが、ホレス・ウォルポールはそれを知ると立腹した。というのも、1747年に近くのストロベリー・ヒルに引っ越してきたウォルポールも邸宅のストロベリー・ヒル・ハウスをゴシック様式に改築しようとしており、ラドナー伯爵がそれを先取りしたという形になったためだった。その後、ラドナー・ハウスは1840年代の改築を経て、1936年時点でも良好な状態だったが、1940年9月に空襲を受けて倒壊した。
退屈な人物として知られ、近くのハムトンに住む俳優デイヴィッド・ギャリックは1749年にラドナー伯爵と食事したが、そのときの経験を「それほど洗っていない食器で食卓に出された夕食はかつて見たことがない。ワインはさらにひどかったが、ハエの死体がそれを幾ばくか良くした」（such a dinner, so dressed and so served up in unscoured pewter, we never saw. The wine was worse, but made somewhat better by the dead flies）と酷評し、ラドナー伯爵と別れた後に再度食事したという。
文人アレキサンダー・ポープ（1744年没）とは22年ほど隣人の関係にあり、ラドナー伯爵がポープの遺言状の連署人を務め、ポープがラドナー伯爵の借地契約に副署したなどの証拠から、2人の関係が極めて良好だったと推測される。